# Île de La Deva
L'île de La Deva et la plage de  Bayas, (en espagnol Isla de La Deva y Playón de Bayas  et en asturien La Deva)  se trouvent à l'est de l'embouchure du Nalón sur le territoire des villes asturiennes de Castrillón et Soto del Barco, en Espagne.
Ce site a été déclaré monument naturel par le décret 20/2002 du Gouvernement des Asturies. Il occupe une superficie de 109,57 ha, répartie entre le Playón de Bayas et les falaises de Punta Socollo (69,88 ha), l'île de La Deva (7,71 ha) et la zone maritime entre l'île et la côte (31,98 ha). Il est inclus dans le Site d'importance communautaire Cabo Busto-Luanco et dans la Zone de protection spéciale Directive Oiseaux du réseau Natura 2000 du même nom.

## Description
L'île de La Deva est un promontoire de quartzite situé à l'extrémité est du Playón de Bayas, presque face au cap Vidrias et à environ 350 m de la côte. Avec un plan d'environ 800 × 400 m et une hauteur de près de 90 m à son sommet, c'est sans aucun doute le plus grand des îlots de la côte asturienne.

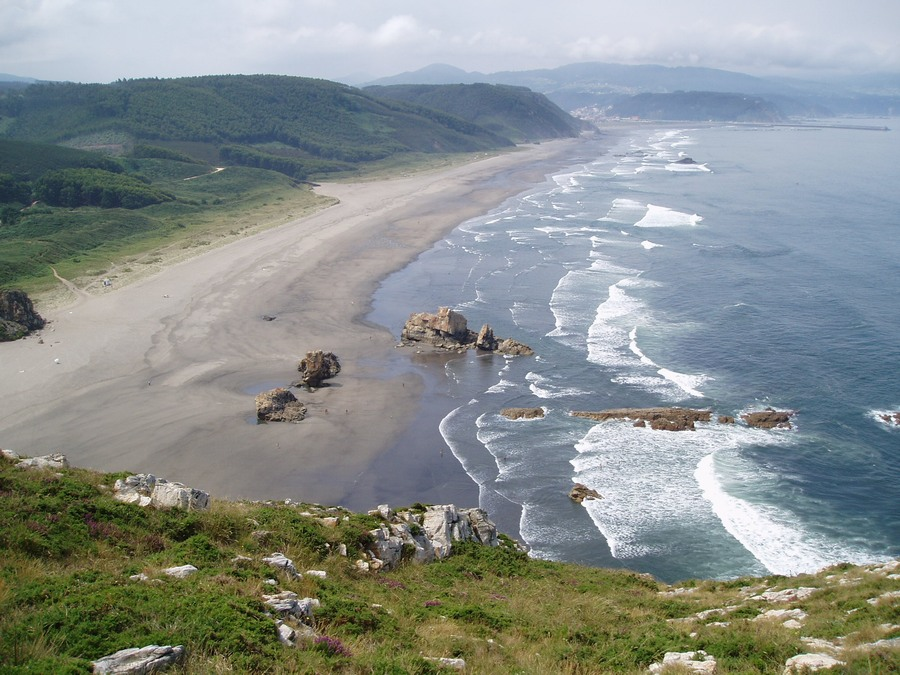
La plage de Bayas.

Dans sa couverture végétale, on peut distinguer les trois ceintures reconnaissables des falaises de la côte cantabrique. Une première bande, très peu couverte, est formée d'espèces herbacées qui prennent racine dans les fissures de la falaise, une deuxième bande de prairies de Festuca rubra et une troisième bande de buissons, principalement d'ajoncs (Ulex europaeus) et de bruyères (Erica vagans).
L'île est utilisée par une multitude d'oiseaux marins comme site de nidification ou refuge. Près de cinq cents couples de goéland leucophée (Larus michahellis) nichent sur l'île, seule colonie qui se reproduit fréquemment sur la côte asturienne. Elle est également utilisée comme refuge par d'autres espèces de Laridae, le grand cormoran (Phalacrocorax carbo) et même le héron cendré (Ardea cinerea).
Cependant, l'aspect le plus remarquable est la nidification de certaines espèces légalement protégées et classées comme d'intérêt particulier : le cormoran huppé (Gulosus aristotelis), l'océanite tempête (Hydrobates pelagicus) et le faucon pèlerin (Falco peregrinus). Une sous-espèce du lézard des murailles (Podarcis muralis rasquinetti) est également présente.

## Galerie

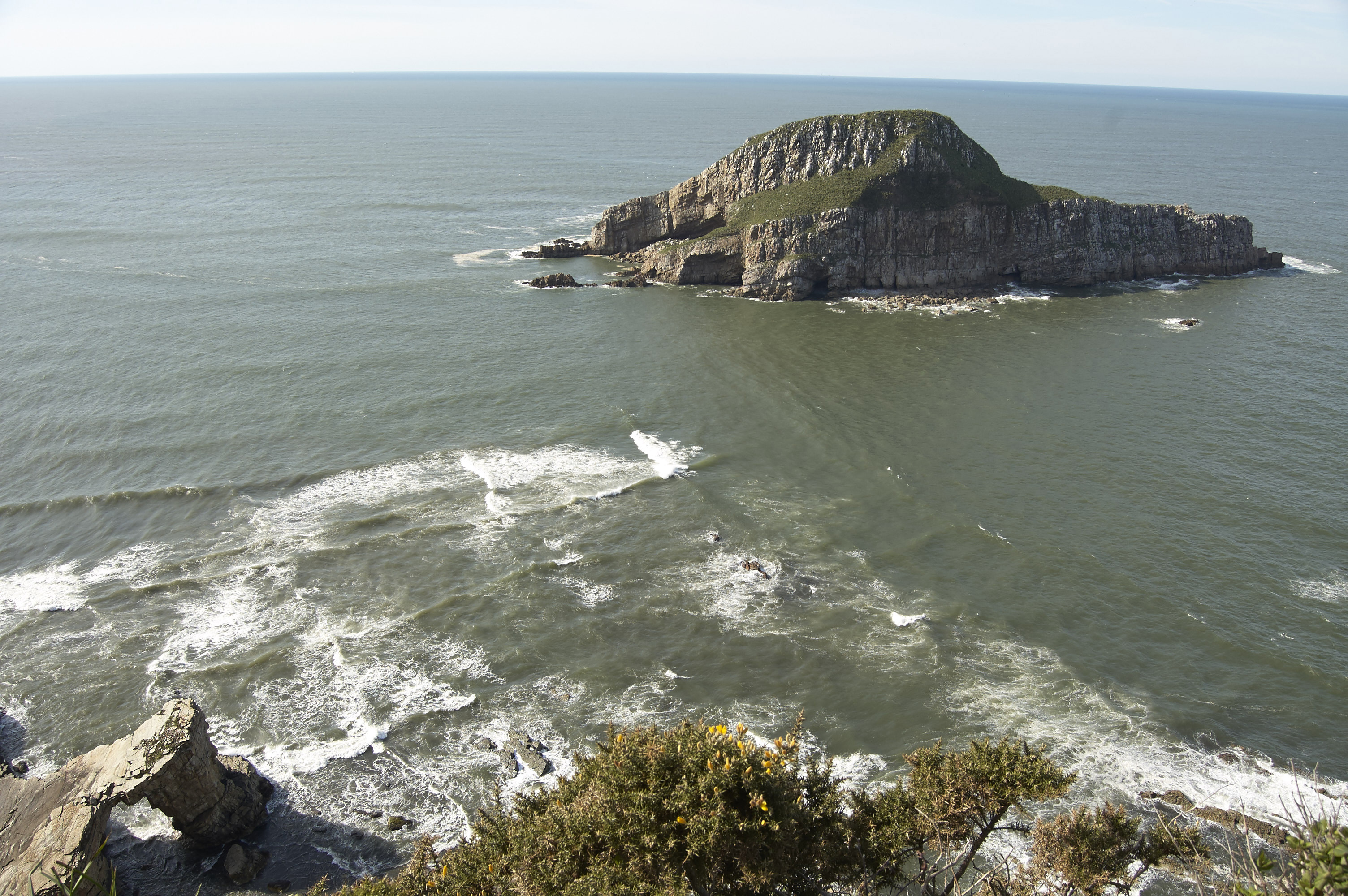
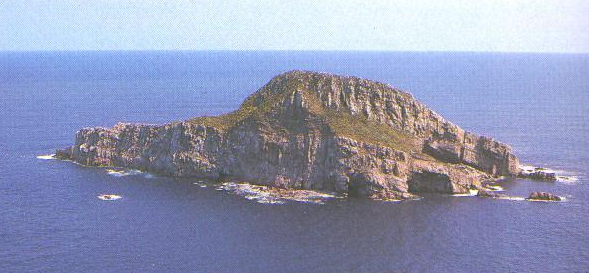